# Crise constitutionnelle moldave de 2019
La crise constitutionnelle moldave de 2019 a lieu en Moldavie du 7 au 15 juin 2019. La crise voit s'opposer le gouvernement sortant du Parti démocrate de Vladimir Plahotniuc, soutenu par la Cour constitutionnelle et celui de la coalition alliant le Parti des socialistes aux deux partis Plateforme vérité et dignité et Parti action et solidarité composant l'Alliance ACUM, soutenu par le président Igor Dodon.
La crise fait suite aux élections législatives du 24 février, auxquelles succède une longue période de blocage quant à la formation d'un nouveau gouvernement. Jusqu'alors dans l'opposition, les socialistes et l'alliance ACUM parviennent le 8 juin à s'entendre in extremis sur une coalition et portent au poste de Premier ministre Maia Sandu, dirigeante d'ACUM et farouche opposante au Parti démocrate. Saisie par ce dernier, la Cour constitutionnelle interprète la date butoir de formation d'une coalition comme s'achevant le 7 juin, annule la nomination de Sandu, retire tout pouvoir au Parlement élu, et donne l'ordre au président socialiste Igor Dodon de dissoudre le Parlement pour organiser des élections anticipées. Devant le refus de ce dernier, elle le démet de ses fonctions, et nomme l'ex-Premier ministre démocrate Pavel Filip président par intérim. Celui-ci met en œuvre les directives de la Cour.
La Moldavie est ainsi plongée dans une crise constitutionnelle qui voit s'opposer pendant plusieurs jours deux gouvernements se proclamant chacun détenteurs du pouvoir légitime. La crise conduit finalement le gouvernement Filip à démissionner, en l'absence de soutiens étrangers. La Cour constitutionnelle annule l'ensemble de ses décisions ayant mené à la crise, confirmant le gouvernement de Maia Sandu dans ses fonctions tandis que Vladimir Plahotniuc, accusé d'abus de pouvoir, trafic d'influence, corruption et usage de faux, fuit le pays.

## Contexte

Parlement élu en février 2019
Parti des socialistes : 35 sièges
Parti démocrate : 30 sièges
ACUM (PAS-DA) : 26 sièges
Parti Șor : 7 sièges
Indépendants : 3 sièges

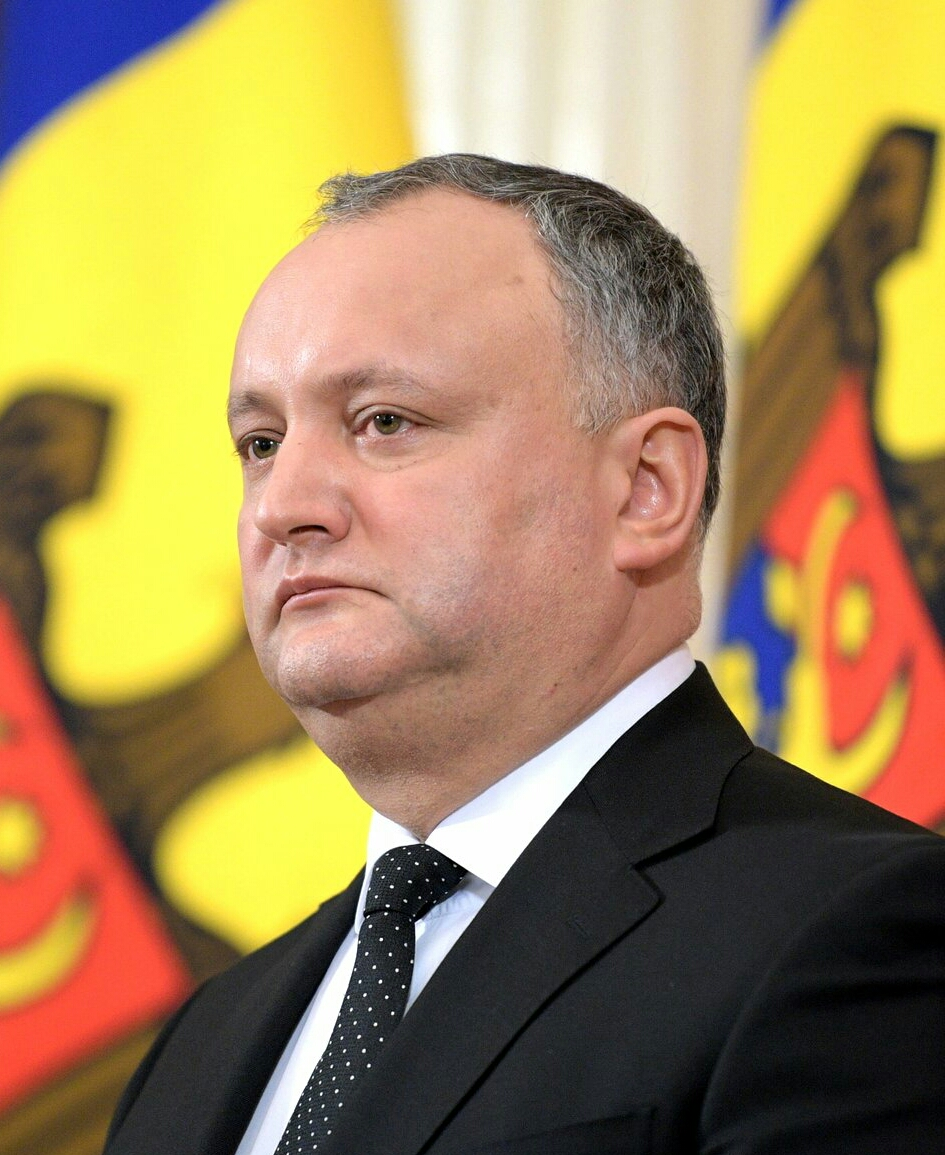
Igor Dodon.

Les élections de 2019 connaissent la plus faible participation depuis l'indépendance du pays, et donnent lieu à un renouvellement important du Parlement. La division du Parlement entre trois formations aux vues irréconciliables mène à un blocage institutionnel et conduit le président Igor Dodon à menacer de convoquer des élections anticipées. Le gouvernement sortant du Premier ministre démocrate Pavel Filip est chargé des affaires courantes en attendant la formation d'un nouveau gouvernement.
Le Parti des socialistes (PSRM) obtient la majorité relative avec un tiers des sièges, devançant de peu le Parti démocrate (PDM) au pouvoir. Il s'agit cependant des seuls partis du parlement sortant à conserver des sièges. Le Parti libéral, partenaire de coalition des démocrates, perd tous ses sièges, tout comme le Parti des communistes, jusque là troisième force au Parlement. La coalition Parti action et solidarité-Plateforme vérité et dignité et le parti Șor font quant à eux leur entrée au Parlement, arrivant respectivement en troisième et quatrième position.
Une fois les résultats connus, le Parti des socialistes propose au Bloc électoral ACUM de former un gouvernement de coalition. Le Parti démocrate fait de même, allant jusqu'à proposer que le poste de Premier ministre revienne à un membre d'ACUM, malgré un nombre moins important de sièges. Le bloc électoral refuse néanmoins les deux propositions, en accord avec les intentions clairement affichées lors de sa campagne.
Le pays se retrouve dans une situation de blocage institutionnel le laissant sans gouvernement, du fait des positions irréconciliables des principaux partis. Aucune majorité absolue ne peut ainsi être atteinte sans un accord entre au moins deux des trois formations arrivés en tête. Or, le PSRM est favorable à un rapprochement avec la Russie, tandis que le PDM et l'alliance ACUM prône une adhésion à terme avec l'Union européenne. Ces deux derniers ne parviennent pas non plus à s'entendre, l'ACUM s'étant construit en opposition au PDM et à la corruption, dont il accuse le parti au pouvoir.

## Déroulement

### Coalition entre pro-européens et socialistes

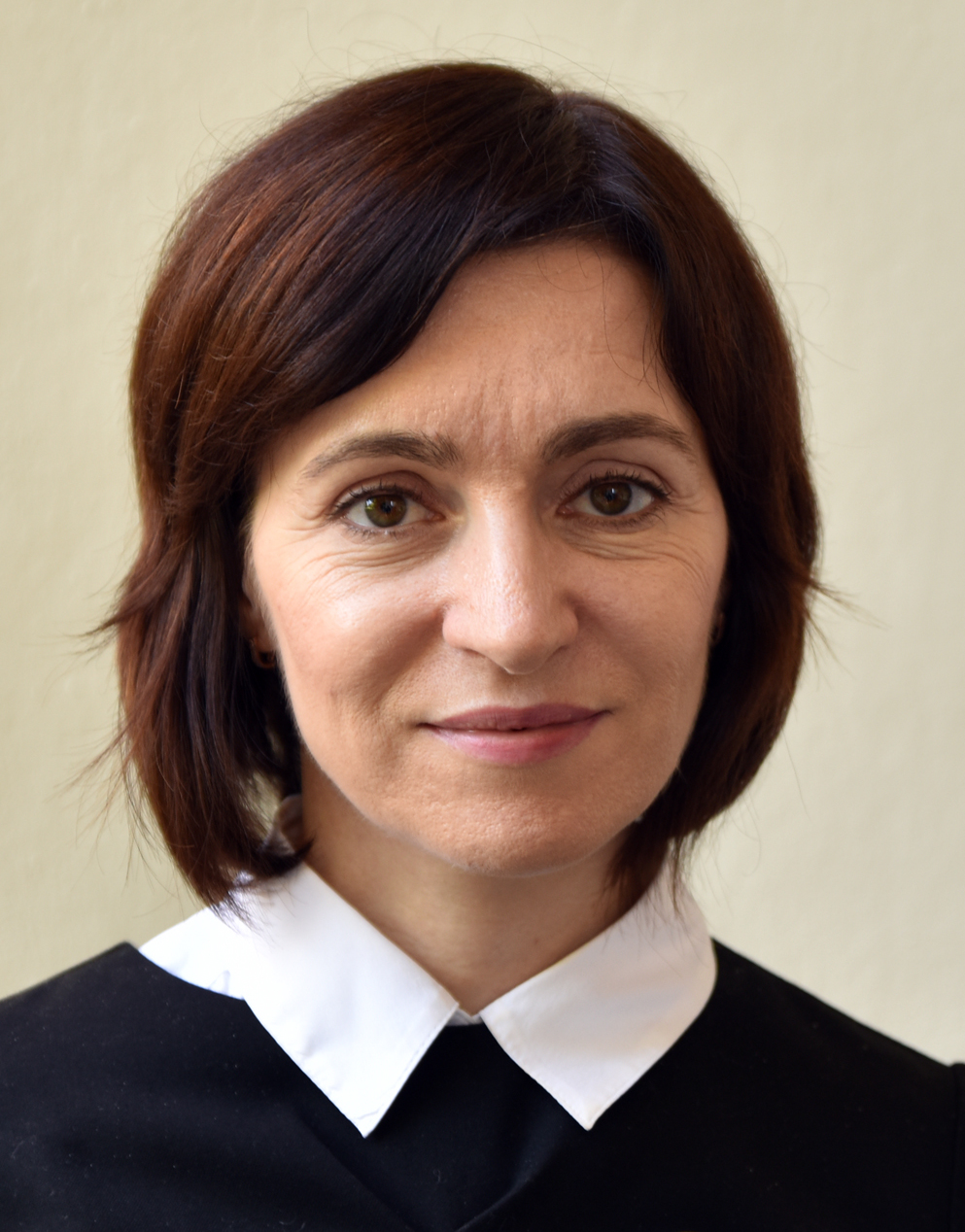
Maia Sandu

Le blocage persiste ainsi pendant plus de trois mois. Cette situation conduit le président Igor Dodon à menacer de convoquer des élections anticipées. Le 15 mai, il fixe un ultimatum aux députés, auquel il donne jusqu'à la mi-juin pour former un gouvernement, faute de quoi les électeurs moldaves retourneront aux urnes. Sous la pression des partenaires russes, américains et européens, les négociations reprennent le 4 juin entre les socialistes et la coalition ACUM.
La Cour constitutionnelle accélère grandement les négociations en précisant le 7 juin que le gouvernement devra être formé sous trois mois à partir de l'annonce de sa confirmation des résultats officiels, effectuée le 9 mars, sous peine d'élections anticipées. L'article 85.1 de la constitution moldave impose en effet qu'« En cas d'impossibilité de formation du Gouvernement ou de blocage de la procédure de l'adoption des lois pendant un délai de 3 mois, le Président de la République, après avoir consulté les fractions parlementaires peut dissoudre le Parlement. ».
Le 8 juin, un gouvernement de coalition entre ACUM et les socialistes est finalement formé, suivi d'un vote du parlement portant Maia Sandu au poste de Premier ministre. Le gouvernement qu'elle constitue reçoit la confiance du Parlement le 8 juin, par 61 voix favorables. Cette session est boycottée par les députés du Parti démocrate, aucun administrateur parlementaire n'est présent et le bâtiment se trouve temporairement privé d'électricité. Sandu est alors à la tête  du parti Parti action et solidarité, membre avec la Plateforme vérité et dignité de l'alliance ACUM. La coalition considère alors que le délai constitutionnel n'impose pas une dissolution, le président ayant été consulté et s'étant accordé avec eux sur la nécessité de poursuivre le mandat du parlement afin de ne pas aggraver la situation. Maia Sandu, farouche opposante au chef du Parti démocrate, Vladimir Plahotniuc, et au gouvernement démocrate qu'elle accuse régulièrement de corruption mafieuse, déclare que le nettoyage du pays va pouvoir commencer. La dirigeante du parti des socialistes, Zinaida Greceanîi, devient quant à elle présidente du Parlement, en remplacement du Démocrate Andrian Candu. Le Parlement approuve également une résolution affirmant que « le régime de Plahotniuc est devenu le pire des maux auxquels la Moldavie a eu à faire dans son histoire moderne ». Elle dénonce le fait que « les oligarques ont établi une dictature mue par la manipulation, la terreur, le mensonge et la désinformation. Le pays se vautre dans la corruption ». L'accord avec les socialistes prévoit en outre la fédéralisation du pays pour résoudre la situation en Transnistrie, provoquant des accusations de « dépeçage du pays » par le gouvernement sortant.

### Double gouvernement

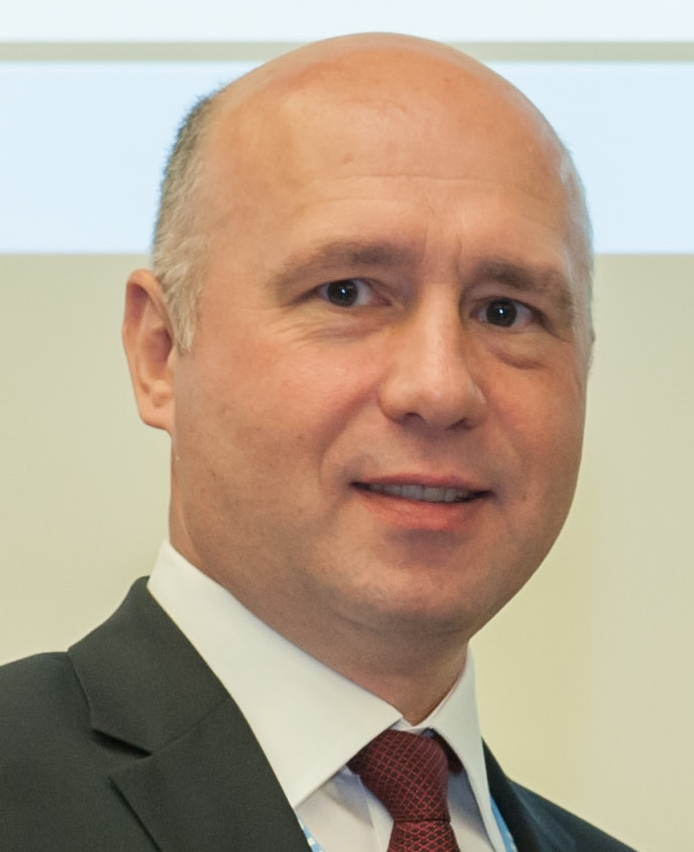
Pavel Filip

Bien que l'exécutif soit ensuite assermenté par le président de la République Igor Dodon, sa formation fait l'objet d'un contentieux. Saisie par le PDM sur des divergences d'interprétation quant à la date butoir pour former un gouvernement, ainsi que sur le caractère obligatoire ou non d'une dissolution après celle-ci, la Cour constitutionnelle déclare la nomination de Sandu invalide, de même que toute décision du Parlement élu prise après le 7 juin. La Cour constitutionnelle fixe en effet à ce jour la date limite de formation d'un gouvernement pouvant éviter des élections anticipées, interprétant le délai de trois mois comme équivalant à exactement 90 jours. La Cour interprète également le délai comme étant impératif, privant le Parlement de tout pouvoir passé celui-ci,.
Cette décision provoque la surprise dans le milieu politique ainsi que chez les observateurs, le délai de trois mois étant jusque là considéré comme transposant le 9 mars trois mois plus tard, ce qui portait le délai au 9 juin. La décision déclenche une vive polémique, la Cour et l'ensemble du système judiciaire étant régulièrement accusé d'être aux mains des dirigeants du Parti démocrate au pouvoir, notamment après avoir annulé la victoire de l'opposition menée par Andrei Năstase aux élections municipales partielles de 2018 dans la capitale, Chisinau,. En réaction, les parlementaires votent une déclaration affirmant que les structures de l'État sont captives, notamment la juridiction constitutionnelle, et que leurs actes doivent être considérés comme illégaux.
Le 9 juin, le président Igor Dodon est temporairement suspendu de ses fonctions pour avoir refusé d'appliquer la décision de la Cour lui enjoignant de dissoudre le Parlement. Le Premier ministre démocrate Pavel Filip est chargé d'assurer l'intérim. Il dissout aussitôt le Parlement et convoque de nouvelles élections pour le 6 septembre. Dodon réagit en appelant la population à le soutenir pour surmonter la crise. Le Parlement refuse de reconnaître la décision de Pavel Filip, la déclarant illégale, ce que Vlad Plahotniuc qualifie en retour de coup d'État
La journée du 10 juin voit se réunir deux gouvernements rivaux : le gouvernement Filip au siège du gouvernement, bouclé tout comme les ministères par des forces de police et des partisans du Parti démocrate, et le gouvernement Sandu au parlement, chacun campant sur ses positions et s'affirmant seul pouvoir légitime,. La haute administration policière suspend immédiatement un groupe de policiers s'étant déclarés en faveur du gouvernement Sandu, créant une situation d'attentisme parmi les forces de l'ordre. Tous les bâtiments administratifs sensibles sont en outre gardés jour et nuit par des partisans de Vlad Plahotniuc. Plusieurs d'entre eux auraient reconnus être payés cinquante euros par nuit pour cela. Le même jour, le gouvernement Sandu reçoit le soutien de la France, l'Allemagne, le Royaume-Uni, la Pologne et la Suède par le biais d'une déclaration conjointe, affirmant notamment « Dans la crise constitutionnelle actuelle, nous considérons le parlement de Moldavie comme le représentant du peuple [...], et nous le soutenons comme tel ». Le même jour, la Russie annonce également reconnaitre le parlement élu en février comme seul pouvoir légitime, une position commune à celle de l'UE remarquée pour sa rareté dans la région,. Le président russe Vladimir Poutine dénonce dans une déclaration « l’usurpation des structures d’État par les oligarques » en Moldavie.
Sa suspension temporaire ayant pris fin, le président Dodon réunit le conseil suprême de sécurité et annule le 11 juin la dissolution du Parlement. Le lendemain, la Roumanie annonce à son tour reconnaitre le nouveau gouvernement de Maia Sandu. Le gouvernement de Filip multiplie les effets de manche à destination du gouvernement américain, dépêchant des membres haut placés du parti démocrate à Washington et annonçant le déplacement de l’ambassade moldave en Israël à Jérusalem, une décision considérée comme destinée à obtenir les bonnes graces du président américain Donald Trump,.

## Dénouement

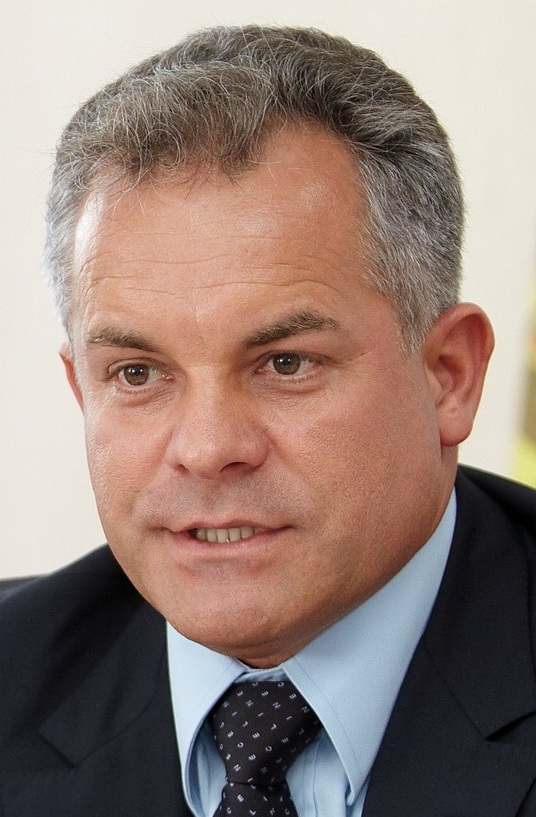
Vladimir Plahotniuc.

Le 14 juin, Filip annonce la démission de son gouvernement afin de mettre fin à l'instabilité politique dans le pays. Il refuse cependant de reconnaitre le gouvernement de Maia Sandu, et maintient sa demande d'organisation de législatives anticipées. Les États-Unis, qui s'étaient jusque-là abstenus de soutenir l'un ou l'autre gouvernement, annoncent dans un communiqué « se réjouir du changement démocratique en Moldavie » et de la décision du Parti démocrate de se retirer. Selon une source anonyme cité par The New York Times, cette décision aurait eu lieu quelques heures après une rencontre entre une délégation de dirigeants du parti et l'ambassadeur américain en Moldavie, Dereck Morgan.
Le lendemain, Vlad Plahotniuc fuit le pays dans un avion privé, précisant sur les réseaux sociaux « ne plus se sentir en sécurité en Moldavie ». Le jour même, la Cour constitutionnelle annule l'ensemble de ses décisions à l'origine de la crise, réinstituant le Parlement dans ses prérogatives, et validant le gouvernement Sandu. Le président de la Cour, Mihai Poalelungi, annonce fonder cette décision « sur le fait que la Cour constitutionnelle était soumise à des pressions et n'était pas libre de rendre ses décisions ». La volte-face de la juridiction précipite le dénouement de la crise. Plahotniuc est rejoint dans sa fuite par le milliardaire Ilan Șor, dirigeant du parti portant son nom et accusé d'être à l'origine du scandale de la disparition d'un milliard de dollars des banques du pays. Leur départ est jugé comme visant à se prémunir d'actions en justice par le nouveau gouvernement. Le Centre national anti-corruption saisit le même jour les biens personnels de plusieurs suspects, dont Ilan Șor.
Le Parti démocrate reconnaît ensuite la légitimité du nouvel exécutif par la voix de son vice-président Vladimir Cebotari, qui annonce que le parti va entrer dans l'opposition, permettant ainsi à la situation politique de se normaliser. Les démocrates insistent par ailleurs sur le caractère temporaire du départ de Plahotniuc, avertissant la population de ne pas prêter attention aux  « fausses informations ».
Pleinement confirmée dans ses fonctions, la Première ministre Maia Sandu déclare que « les dirigeants de ce clan mafieux, qui ont usurpé le pouvoir et terrorisé les citoyens de la république de Moldavie pendant de nombreuses années, ont quitté le pays. Nous voulons vous assurer que le système de justice deviendra fonctionnel ».
Le 20 juin 2019, Mihai Poalelungi démissionne de la présidence de la Cour constitutionnelle. Interrogée au moment de la crise par le secrétaire général du Conseil de l'Europe Thorbjørn Jagland, la Commission de Venise rend un avis le 21 juin : selon elle, les conditions d'une dissolution du Parlement n'était pas réunies les 7 et 8 juin ; de plus, la Cour constitutionnelle moldave n'aurait pas respectée ses propres textes ni le principe de neutralité entre les différentes branches du pouvoir, la commission rappelant le rôle d'arbitre impartial de la cour en cas de collusion entre ces derniers.

## Suites

### Gouvernement Sandu
Dans les semaines qui suivent, Sandu renoue avec les réformes promises à l'Union européenne en 2014, affichant clairement son intention d'un nouveau rapprochement. La Première ministre précise ainsi : « Nous sommes conscients que nous autres Moldaves devons plancher davantage sur nos devoirs. Alors seulement nous verrons l'UE plus amène à faire avancer la Moldavie sur le chemin de l'intégration européenne. ». Elle ajoute être ouverte à l'amélioration des relations commerciales avec la Russie, mais que cette dernière doit retirer ses troupes de Transnistrie.
L'alliance gouvernementale conclue entre les « Acum » pro-européens et les socialistes pro-russes, est alors largement vue dans chacun des deux camps comme temporaire, le temps de démanteler les réseaux oligarchiques de Plahotniuc installés aux postes clés, et de rétablir l'État de droit dans le pays,. Fin juillet, l'Union européenne reprend ses versements d'aides au développement et au programme de réformes visant à permettre le renforcement de l'état de droit et la conclusion à terme d'un accord de libre échange.

### Chute du gouvernement Sandu

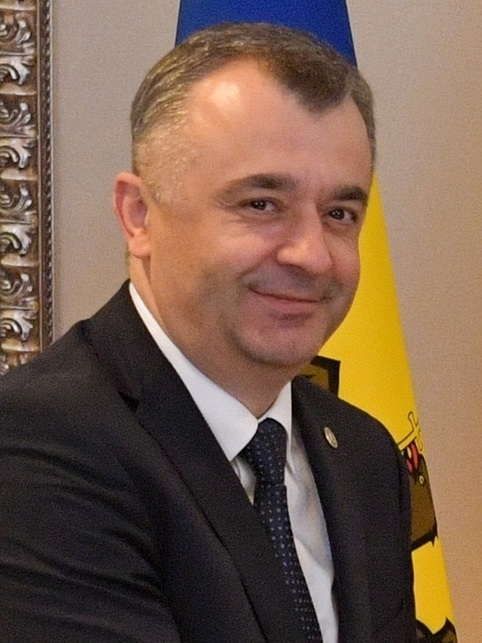
Ion Chicu.

Au cours des cinq mois suivant la formation du gouvernement, le Parti démocrate s'effondre dans les sondages, en faveur de la coalition ACUM et surtout des socialistes, qui remportent les élections municipales d'octobre et novembre 2019, notamment dans la capitale Chișinău, où Ion Ceban sort victorieux au second tour par 52,39 % des voix contre le candidat de l'ACUM, Andrei Nastase,.
Moins d'une semaine plus tard, le Parti des socialistes fait tomber le gouvernement Sandu. Un désaccord sur une réforme du mode d'élection du procureur de la République, voulue par la Première ministre, mène le 6 novembre au dépôt par les socialistes d'une motion de censure, qui est votée avec le soutien des démocrates six jours plus tard par 63 voix sur 101. Les différentes formations politiques disposent alors de trois mois pour s'entendre sur un nouveau gouvernement, faute de quoi le Parlement doit être dissous, entraînant des élections législatives anticipées,.
Dès le lendemain, le président Igor Dondo désigne Ion Chicu à la fonction de Premier ministre. Ancien ministre de l'Économie et proche conseiller du président, Chicu est présenté par ce dernier comme un technocrate indépendant. Il dispose alors de quinze jours pour former un gouvernement et obtenir la confiance du Parlement,. Son gouvernement, uniquement composé d'indépendants proches du président ou ayant participé à des gouvernements démocrates, est approuvé le lendemain par les votes combinés des socialistes et des démocrates. Chicu déclare dès le lendemain que son gouvernement assurera un rôle de transition jusqu'aux prochaines élections. Le gouvernement se maintient cependant, tandis qu'un remaniement le 16 mars y fait entrer plusieurs ministres du Parti démocrate qui s'ajoutent à ceux socialistes, cimentant l'alliance de circonstances entre les deux formations.